# يوب ديرفال
يوب ديرفال (بالألمانية: Jupp Derwall)، من مواليد 10 مارس 1927، وتوفي في 26 يونيو 2007، لاعب كرة قدم ألماني سابق، ومدرب كرة قدم ألماني سابق.
درب منتخب ألمانيا لكرة القدم من سنة 1978 وحتى سنة 1984.

## روابط خارجية
- يوب ديرفال على موقع مونزينجر (الألمانية)
- يوب ديرفال على موقع ديسكوغز (الإنجليزية)
- يوب ديرفال على موقع اتحاد تركيا (مدرب) (الإنجليزية)
- يوب ديرفال على موقع قاعدة بيانات كرة القدم.إي يو (الإنجليزية)
- يوب ديرفال على موقع بيانات كرة القدم. دي إي (الألمانية)
- يوب ديرفال على موقع ناشيونال فوتبول تيمز (الإنجليزية)
- يوب ديرفال على موقع عالم كرة القدم.نت (الإنجليزية)
- يوب ديرفال على موقع أوليمبيديا (الإنجليزية)